# Apristurus exsanguis
Apristurus exsanguis е вид хрущялна риба от семейство Scyliorhinidae. Видът е незастрашен от изчезване.

## Разпространение и местообитание
Разпространен е в Нова Зеландия.
Среща се на дълбочина от 560 до 1198 m, при температура на водата от 4 до 7,8 °C и соленост 34,3 – 34,5 ‰.

## Описание
На дължина достигат до 90,8 cm.